# Everything Else
Albums de Syd Matters
Someday We Will Foresee Obstacles
(2005) Ghost Days
(2008)
Everything Else est un mini-album studio et troisième EP du groupe de folk et pop français Syd Matters, sorti en 2007 chez Because Music.
Le premier morceau, Everything Else, est repris, l'année suivante sur le troisième album Ghost Days.

## Liste des titres
Toutes les chansons sont écrites et composées par Syd Matters.
| 1.    | Everything Else                            | 4:45 |
| 2.    | Eyes Like Walls                            | 3:16 |
| 3.    | Connie (Live At Théatre Des Pavés)         | 2:34 |
| 4.    | Passe-Muraille (Live At Théatre Des Pavés) | 6:14 |
| 16:49 |                                            |      |